# Positions
«Positions» — песня записанная американской певицей Арианой Гранде. Она была выпущена 23 октября 2020 года как лид-сингл с шестого студийного одноимённого альбома.
Музыкальное видео песни, снятое Дэйвом Мейерсом, изображает Гранде в роли президента США. На 64-й церемонии Грэмми, песня получила номинацию «Лучшее поп-исполнение».
Песня дебютировала на первом месте американского хит-парада Billboard Hot 100, в чарте с датой 7 ноября 2020 года, став для Гранде её пятым чарттоппером. Тем самым она увеличила принадлежащий ей же рекорд, став первым в истории музыкантом, у которого все пять дебютных синглов сразу стали номер один в чарте США.
Кроме того, «Positions» возглавили чарты Австралии, Литвы, Новой Зеландии, Ирландии и Великобритании, причем в последней песня стала её седьмым синглом номер один в этой стране. Он также вошел в первую десятку хит-парадов Финляндии, Германии, Нидерландов, Норвегии, Швеции и Швейцарии.

## История
14 октября 2020 года Гранде сообщила в Твиттере что её грядущий альбом выйдет в том же месяце. 17 октября она опубликовала замедленный видео-тизер, в котором она печатает слово «positions» на клавиатуре. После тизера на её веб-сайте был запущен обратный отсчет. Она разместила обложку и назвала дату выхода песни 21 октября. Позже в тот же день она опубликовала отрывок песни в своей социальной сети. «Positions» был выпущен для цифровой загрузки и потоковой передачи 23 октября, а через четыре дня будет передан на радиостанции contemporary hit radio в Соединенных Штатах.

## Музыка
«Positions» описывается как поп-песня с элементами R&B и трэпа. В тексте песни Гранде пообещала своему возлюбленному, что останется ему верна. Было высказано предположение, что песня была написана о нынешнем парне Гранде, Далтоне Гомесе. В инструментарии песни используется игра на гитаре.

## Отзывы
| Оценки критиков | Оценки критиков |
| Источник        | Оценка          |
| --------------- | --------------- |
| The Guardian    | [ 8 ]           |
| NME             | [ 13 ]          |

Композиция, в целом, была одобрительно встречена музыкальными экспертами и обозревателями:
The Guardian («сдержанный, но при этом увлекательный и мелодически сильный поп-R&B»), NME (Ханна Милреа написала, что эта песня является смелым введением в следующую музыкальную эру Гранде, и описала её звучание как свежее и мягкое, подкрепленное струнными и ранним «Джастином». Акустическая гитара в стиле Тимберлейка), Vulture (Крейг Дженкинс назвал песню «восхитительно простой», такой же редкой, как старые песни Гранде «Best Mistake» (2014) и «Knew Better» (2016), и нашёл, что она напоминает альбом Джастина Бибера 2020 года, Changes и работы Mariah Carey в конце 1990-х), Idolator (Майк Васс назвал эту песню лучшим лид-синглом певицы на сегодняшний день с «мгновенно запоминающимся» припевом. Васс заявил, что лёгкая и приятная R&B-поп-мелодия «проникает в ваше сознание и просто отказывается уходить»).

### Итоговые годовые списки
| Публикация      | Список                                      | Ранг | Ссылка |
| --------------- | ------------------------------------------- | ---- | ------ |
| Amazon Music    | Best Songs of 2020                          | 31   | [ 16 ] |
| Apple Music     | The 100 Best Songs of 2020                  | 3    | [ 17 ] |
| Billboard       | The 100 Best Songs of 2020                  | 21   | [ 18 ] |
| Billboard       | The 30 Best Pop Songs of 2020               | н/д  | [ 19 ] |
| The Diamondback | The Diamondback’s 20 Favorite Songs of 2020 | 15   | [ 20 ] |
| The Guardian    | Michael Cragg’s Best Tracks of 2020         | н/д  | [ 21 ] |
| i-D             | Best Songs of 2020                          | н/д  | [ 22 ] |
| PopBuzz         | The 20 Best Singles of 2020                 | 9    | [ 23 ] |
| The Quietus     | Quietus Tracks of the Year 2020             | 75   | [ 24 ] |
| Rolling Stone   | Top 100 Songs of 2020                       | 84   | [ 25 ] |
| Spotify         | Best Pop Songs of 2020                      | 6    | [ 26 ] |
| Stereogum       | The Top 40 Pop Songs of 2020                | 11   | [ 27 ] |
| Tidal           | Songs of the Year 2020                      | 21   | [ 28 ] |
| Tidal           | Best Pop Songs of 2020                      | 8    | [ 29 ] |

## Награды и номинации
| Год  | Организация                  | Награда                   | Результат | Ссылка |
| ---- | ---------------------------- | ------------------------- | --------- | ------ |
| 2021 | MTV Video Music Awards       | Best Pop                  | Номинация | [ 30 ] |
| 2021 | MTV Millennial Awards Brazil | Global Hit                | Номинация | [ 31 ] |
| 2022 | Grammy Awards                | Best Pop Solo Performance | Номинация |        |

## Коммерческий успех
7 ноября 2020 года песня дебютировала на первом месте американского хит-парада Billboard Hot 100, став пятым чарттоппером певицы, что позволило побить множество рекордов. Гранде увеличила рекорд по количеству дебютов номер один до пяти, а также стала первым музыкантом, чьи первые пять синглов номер один дебютировали на вершине. Гранде также стала первой артисткой, у которой больше всего синглов дебютировало под номером один за один календарный год: их теперь три вместе с её синглами-коллаборациями «Stuck with U» с Джастином Бибером и «Rain on Me» с Леди Гагой. Это также делает Гранде первым музыкантом после Дрейка, который выпустил три сингла номер один за один календарный год, но первой женщиной, сделавшей это впервые после Рианны и Кэти Перри в 2010 году. Также Гранде превзошла рекорд Трэвиса Скотта (неделя меньше года в 2019—2020 годах) за самое быстрое накопление трех первых дебютов в Hot 100, заполучив свой хэт-трик за пять месяцев и две недели. «Positions» также является десятой песней, дебютировавшей на первом месте в 2020 году, помогая 2020 году увеличить его рекорд по количеству песен, дебютировавших под номером один.
«Positions» попав на первое место увеличил ещё один рекорд Гранде, так как все её лид-синглы с первых шести студийных альбомов дебютировали в лучшей десятке top 10. Ранее это были «The Way» (№ 10, 2013); «Problem» (№ 3, 2014); «Dangerous Woman» (№ 10, 2016); «No Tears Left to Cry» (№ 3, 2018) и «Thank U, Next» (№ 1, 2018).
В Соединенном Королевстве «Positions» дебютировала на вершине UK Singles Chart 30 октября 2020 года — за неделю, заканчивающуюся 5 ноября 2020 года — став седьмой песней Гранде номер один в Великобритании. Лид-сингл с её шестого одноименного альбома набрал 61 000 продаж в чартах, включая 7,6 миллиона прослушиваний, и сразу занял первое место. Поскольку все семь синглов Гранде номер один дебютировали на вершине британского чарта синглов, рекорд Гранде по количеству дебютов синглов номер один среди музыкантов был увеличен, превзойдя Мадонну, Бритни Спирс, Рианну и Шерил Коул, у всех из которых было пять дебютов, возглавляющих чарты. С семью синглами номер один каждый, Гранде присоединяется к Элтону Джону, Джорджу Майклу, Джесс Глинн, Джастину Биберу, Кайли Миноуг, McFly, Майклу Джексону, Робби Уильямсу, Сэму Смиту, Тайни Темпа, U2 и Бейонсе.

## Музыкальное видео
Сопровождающий музыкальный клип для песни «Positions» был выпущен вместе с ней 23 октября 2020 года. Видео было снято Дэйвом Мейерсом и изображает Гранде в роли президента США. Он показывает её в различных условиях, включая заседание Кабинета министров, Южную лужайку, Овальный кабинет и кухню. В нем представлены камео от частых партнёров Тейлор Паркс и Виктории Моне, а также матери Гранде, Джоан. Критики отметили связь между темой видео и финальными президентскими дебатами в США в 2020 году, которые состоялись за несколько часов до выхода видео.

## Хит-парады

### Еженедельные чарты
| Чарт (2020)                            | Высшая позиция |
| -------------------------------------- | -------------- |
| Австралия (ARIA)                       | 1              |
| Австрия (Ö3 Austria Top 40)            | 7              |
| Бельгия/Фландрия (Ultratop 50)         | 14             |
| Бельгия/Валлония (Ultratop 50)         | 6              |
| Канада (Billboard Canadian Hot 100)    | 1              |
| Канада (Billboard CHR/Top 40)          | 3              |
| Канада (Billboard Hot AC)              | 11             |
| Финляндия (Suomen virallinen lista)    | 7              |
| Германия (GfK)                         | 9              |
| Мир (Global 200, Billboard)            | 1              |
| Венгрия (Rádiós Top 40)                | 28             |
| Венгрия (Single Top 40)                | 1              |
| Венгрия (Stream Top 40)                | 2              |
| Ирландия (IRMA)                        | 1              |
| Италия (FIMI)                          | 18             |
| Литва (AGATA)                          | 1              |
| Нидерланды (Dutch Top 40)              | 9              |
| Нидерланды (Single Top 100)            | 6              |
| Новая Зеландия (Recorded Music NZ)     | 1              |
| Норвегия (VG-lista)                    | 7              |
| Португалия (AFP)                       | 4              |
| Шотландия (OCC Scotland)               | 3              |
| Словакия (Singles Digitál Top 100)     | 7              |
| Швеция (Sverigetopplistan)             | 10             |
| Швейцария (Schweizer Hitparade)        | 5              |
| Великобритания (OCC UK Singles)        | 1              |
| США (Billboard Hot 100) ·              | 1              |
| США (Billboard Adult Contemporary)     | 22             |
| США (Billboard Adult Pop Airplay)      | 9              |
| США (Billboard Dance/Mix Show Airplay) | 9              |
| США (Billboard Pop Airplay)            | 1              |
| США (Billboard Rhythmic)               | 7              |

## История релиза
| Регион         | Дата            | Формат                        | Лейбл     | Ссылкка |
| -------------- | --------------- | ----------------------------- | --------- | ------- |
| Мир            | 23 октября 2020 | CD цифровые загрузки стриминг | Republic  | [ 5 ]   |
| Австралия      | 23 октября 2020 | Contemporary hit radio        | Universal | [ 72 ]  |
| Великобритания | 23 октября 2020 | Contemporary hit radio        | Republic  | [ 73 ]  |
| США            | 27 октября 2020 | Contemporary hit radio        | Republic  | [ 7 ]   |